# Březnice (ort i Tjeckien, Zlín, lat 49,19, long 17,66)
Březnice är en ort i Tjeckien.   Den ligger i regionen Zlín, i den östra delen av landet, 260 km öster om huvudstaden Prag. Březnice ligger 296 meter över havet och antalet invånare är 1 136.
Terrängen runt Březnice är varierad. Runt Březnice är det ganska tätbefolkat, med 93 invånare per kvadratkilometer. Närmaste större samhälle är Zlín, 4,5 km norr om Březnice. I omgivningarna runt Březnice växer i huvudsak blandskog.